# Queensland Open 1976
Il Queensland Open 1976 è stato un torneo di tennis giocato sull'erba. Il torneo si è giocato a Brisbane in Australia dal 6 al 12 dicembre 1976.

## Campioni

### Singolare maschile
Mark Edmondson ha battuto in finale  Tim Wilkison con il punteggio di 6–4 6–2 3–6 6–4

### Doppio maschile
Informazione non disponibile

### Singolare femminile
Susan Leo ha battuto in finale  Donna Kelly con il punteggio di 7–5 7–6

### Doppio femminile
Informazione non disponibile